# Pirou
Pirou är en kommun i departementet Manche i regionen Normandie i norra Frankrike. Kommunen ligger i kantonen Lessay som tillhör arrondissementet Coutances. År 2022 hade Pirou 1 486 invånare.

## Befolkningsutveckling
Antalet invånare i kommunen Pirou
| Referens: INSEE |